# Phil Griffiths
Pour les articles homonymes, voir Griffiths.
Phil Griffiths (né le 18 mars 1949 en Guyane britannique) est un coureur cycliste britannique. Il a été médaillé d'argent de la course en ligne des Jeux du Commonwealth lors desquels il a représenté l'Angleterre. Il a remporté le Star Trophy (en), classement d'un calendrier de courses britannique en 1973 et 1975. Il a participé aux Jeux olympiques de 1976 où il a pris la sixième place du contre-la-montre par équipes et n'a pas terminé la course en ligne. Il a porté le maillot jaune de la Course de la Paix en 1973.
Devenu directeur sportif, il a dirigé l'équipe ANC-Halfords (en), première équipe professionnelle britannique à disputer le Tour de France, en 1987. Il dirige depuis 2008 l'équipe continentale Node 4-Giordana Racing.

## Palmarès
- 1971
  - British Best All-Rounder (en)
- 1972
  - 2e du championnat de Grande-Bretagne sur route amateurs
- 1973
  - Star Trophy (en)
  - 3e de l'Archer Grand Prix
- 1974
  - British Best All-Rounder (en)
  -  Médaillé d'argent de la course en ligne des Jeux du Commonwealth
  - 3e du Star Trophy (en)
- 1975
  - British Best All-Rounder (en)
  - Star Trophy (en)
  - 2e du championnat de Grande-Bretagne sur route amateurs
- 1976
  - British Best All-Rounder (en)
  - 3e du championnat de Grande-Bretagne sur route amateurs
  - 6e du contre-la-montre par équipes des Jeux olympiques
- 1977
  - 3e du Lincoln Grand Prix
- 1978
  - Archer Grand Prix
  - Prologue de la Milk Race
- 1979
  - British Best All-Rounder (en)